# Дяволски нокът (растение)
 Тази статия е за рода растения.  За вида миди вижте Дяволски нокът.  
Дяволските нокти (Harpagophytum) са род растения от семейство Сусамови (Pedaliaceae).
Таксонът е описан за пръв път от Огюстен Пирам дьо Кандол.

## Видове
- Harpagophytum abbreviatum
- Harpagophytum dimidiatum
- Harpagophytum grandidieri
- Harpagophytum leptocarpum
- Harpagophytum peltatum
- Harpagophytum pinnatifidum
- Harpagophytum procumbens
- Harpagophytum zeyheri